# Dolga Poljana
Dolga Poljana este o localitate din comuna Ajdovščina, Slovenia, cu o populație de 336 de locuitori.